# Афанасьев, Кристиан Валерьевич
Кристиан Валерьевич Афанасьев (Пустой шаблон {{ВД-Преамбула}} ) — российский хоккеист.

## Биография
Родился в Мехико, где работал тренером его отец. В возрасте четырёх лет переехал с семьёй в Россию. До 15 лет занимался в петербургской школе «Серебряные львы», одним из основателей которой был отец. 2,5 года провёл в Северной Америке, играл за команду QMJHL «Драммондвилл Вольтижерс» (2015/16 — 2016/17). Вторую половину сезона 2016/17 провёл в финском клубе «СайПа». Вернувшись в Россию, выступал за «Саров» (ВХЛ, 2017/18), «Торос» Нефтекамск (ВХЛ, 2017/18 — 2018/19), «Толпар» Уфа (МХЛ, 2017/18 — 2018/19), МХК «Динамо» СПб (МХЛ, 2018/19), «Динамо» СПб (ВХЛ, 2019/20).
Играл в Финляндии за ИПК (2019/20) и «Юкурит» (2020/21), в Чехии за «Витковице», в Словакии за «Нове-Замки» (2021/22).
В сентябре 2022 года провёл три матча за клуб КХЛ «Куньлунь Ред Стар».